# Elbia Gannoum
Elbia Gannoum (Ituiutaba, 6 de janeiro de 1972) é uma executiva brasileira, presidente da Associação Brasileira de Energia Eólica e Novas Tecnologias (Abeeólica) desde 2011 e incentivadora do crescimento sustentável da energia eólica no Brasil. Elbia também é vice-presidente do Conselho Global de Energia Eólica (GWEC), que tem como objetivo fortalecer a conexão entre associações de energia eólica em todo o mundo.

## Biografia
Elbia Gannoum nasceu em 1972 na cidade de Ituiutaba, no interior de Minas Gerais. Criada em uma família simples, Elbia se mudou aos 18 anos para Uberlândia para estudar em um curso pré-vestibular. Em 1993, ingressou no curso de Ciências Econômicas, na Universidade Federal de Uberlândia, formando-se em 1997.
Após a graduação, mudou-se para Florianópolis para dar continuidade aos estudos na Universidade Federal de Santa Catarina. Por meio de uma bolsa de estudos oferecida pela Coordenação de Aperfeiçoamento de Pessoal de Nível Superior (CAPES), Elbia concluiu, em 1999, o Mestrado em Economia e, em 2003, o Doutorado em Engenharia de Produção. Pela Universidade Federal de Santa Catarina, Elbia trabalhou como professora temporária entre 1998 e 2000. Assim, construiu sua jornada de uma infância sem luz a símbolo da energia eólica no Brasil. Atualmente, Elbia Gannoum vive em São Paulo, é casada e mãe de três filhos.

## Carreira

### Cargos públicos
Elbia foi uma das primeiras economistas a desenvolver estudos sobre as recentes mudanças da indústria energética no final da década de 1990. Após sua pesquisa de mestrado, foi convidada para ser assessora da recém-criada Agência Nacional de Energia Elétrica (ANEEL), cargo que ocupou entre 2000 e 2001 — ano em que também foi assessora de assuntos econômicos no Ministério de Minas e Energia. Na sequência, foi coordenadora do Instituto Político do Ministério da Fazenda, de 2002 até 2003.
Em 2003, ajudou a criar a assessoria econômica Ministério de Minas e Energia, órgão que existe até os dias atuais. Entre 2003 e 2006, ocupou o cargo de Economista-Chefe do Ministério de Minas e Energia e, em junho de 2006, assumiu a diretoria da Câmara de Comercialização de Energia Elétrica (CCEE), onde permaneceu até abril de 2011.

### Trajetória na energia
Especialista em Regulação e Mercados de Energia Elétrica, Elbia Gannoum é mestre em Economia e doutora em Engenharia de Produção pela Universidade Federal de Santa Catarina (UFSC). Em sua carreira na Energia, acumulou experiências como membro da Diretoria da Câmara de Comercialização de Energia Elétrica (2006 a 2011), Economista-Chefe do Ministério de Minas e Energia (2003–2006), e Assessora na Agência Nacional de Energia Elétrica (2000–2001).
Em 2011, a economista tornou-se presidente executiva da Associação Brasileira de Energia Eólica e Novas Tecnologias (ABEEólica), época em que a fonte eólica tinha apenas 1 GW de capacidade instalada. Após dez anos no cargo, a capacidade instalada passou para mais de 20 GW e a energia eólica tornou-se a segunda fonte da matriz elétrica no País.
Em 2020, Elbia foi eleita vice-presidente do Global Wind Energy Council (GWEC), e reeleita em 2022. Ela é cofundadora da plataforma Energia de Transformação, junto a Agnes da Costa e Franceli Jodas, projeto que tem o objetivo de trazer diversidade e inclusão social na indústria energética. Em maio deste ano, ela aceitou o convite para compor o Conselho de Desenvolvimento Econômico Social Sustentável do Governo Federal, onde representa a indústria energética.

### Trabalho internacional
Em 2020, Elbia tornou-se vice-presidente do Conselho Global de Energia Eólica (GWEC) e foi reconduzida para o cargo dois anos depois. Em março do mesmo ano, se tornou embaixadora no Brasil do WomeninWind Global Leadership Program, e passou a integrar um grupo de oito representantes globais que atuam como interlocutoras entre setores público e privado sobre transição energética e diversidade de gênero na indústria energética. O programa é uma colaboração entre o GWEC e a Rede Global de Mulheres para a Transição de Energia (GWET).
Em 2021, Elbia participou da produção do livro “When I grow up”, que conta histórias inspiradoras de pessoas que trabalham em prol da energia limpa e traz o relato da própria Elbia sobre propósito e trajetória na carreira.  Em 2024, Elbia Gannoum foi um dos destaques entre o seleto grupo das cinco mulheres que lideram o processo de transição energética no Brasil.

## Prêmios e honrarias
- 2013: Recharge Thought Leaders Club[22]
- 2019: C3E – Clean Energy Education & Empowerment – Woman of Distinction Award, por sua excelência na indústria mundial de energias limpas[6][12][23]
- 2019: World Wind Energy Honorary Award, da Associação Mundial de Energia Eólica (WWEA), por seu trabalho na disseminação da energia eólica e suas tecnologias[24]
- 2024: Prêmio Todas, da Folha de S.Paulo, por integrar os diferentes elos da cadeia setorial e tecer conexões, impulsionando essa fonte renovável no Brasil